# Сосницька гімназія імені О. П. Довженка
Сосницька гімназія імені Олександра Довженка — комунальний загальноосвітній навчальний заклад II-III ступенів з поглибленим вивченням англійської мови, відділу освіти, культури, молоді та спорту Сосницької селищної ради у смт. Сосниця.

## Розташування
Сосницька гімназія імені Олександра Довженка знаходиться праворуч на проспекті Гагаріна, за сільськогосподарським технікумом, на перехресті з вулицею Грушевського.

## Історія закладу
У 1872 році в Сосниці діяли: жіноче земське однокласне училище та гімназія, вище початкове училище, чоловіча гімназія та два однокласних училища для хлопчиків. Так Олександр Довженко навчався спочатку у Сосницькій початковій, а потім у вищій початковій школі. 
Реміснича школа у Сосниці була відкрита у 1912 році, у ній навчалося тоді 20 учнів.
У 1920 році вище початкове училище, чоловіча й жіноча гімназії були реорганізовані у школи другого ступеня. 1959 року школі було присвоєно ім'я О.П. Довженка.
Старий корпус школи був збудований у 1913 році. У 1975 році було відкрито будівлю новозбудованого корпусу Сосницької середньої школи. 1976 року в школі було відкрито Кімнату-музей О. П. Довженка при Сосницькій середній школі.
1 вересня 2003 року Сосницька загальноосвітня школа І-III ступенів була реорганізована у Сосницьку гімназію імені О.П. Довженка. 
У гімназії діють:
- Студія «Вісник гімназії»;
- Психологічний клуб «Інтелектуал»;
- Хореографічна студія «Зернятко»;
- Наукове товариство «Пошук»;
- Фізкультурно-оздоровчий центр
- Літературна студія «Художнє слово».

## Персоналії гімназії
Директорка гімназії
- Чепурна Тамара Володимирівна.

Заступниці директорки гімназії
- Чех Валентина Василівна — з навчально-виховної роботи, учитель української мови та літератури;
- Перфільєва Любов Миколаївна — з навчальної роботи, учитель російської мови, світової літератури та художньої культури;
- Жабко Олександра Петрівна — з виховної роботи, учитель біології.

Відомі учні
- Назаренко Богдан Анатолійович (1982—2016) — солдат Збройних сил України, водій відділення управління взводу управління командира гаубичної самохідної артилерійської батареї 1 ОТБр, учасник російсько-української війни[6]. 15 березня 2017 року було урочисто відкрито меморіальну дошку на честь Богдана Назаренка на фасаді Сосницької гімназії імені Олександра Довженка[7].
- Аміров Руслан Алієвич (1992—2017) — солдат Збройних сил України, учасник російсько-української війни.
- Батог Яр Костянтинович (1997—2024) — молодший сержант Збройних сил України, учасник російсько-української війни